# 장희문
장희문(1985년 7월 7일 ~ )은 대한민국의 성우로, 2015년에 한국방송 성우극회 공채 40기 성우로 입사했다. 

## 주요 출연작품

### 애니메이션
- 헬로 카봇 유니버스(SBS) - 피버

### 외화
- 나치 영국 지부 SS-GB(KBS) - 개런(대니 웹)
- 디셉션(KBS) - 안드레이(아이어스 유니스,1화) / 제임스(베르나르도 디 폴라,11화)
- 킬러의 보디가드 2(KBS) - 젠토(크리스토퍼 카미야스)

### 다큐 / 교양 / 시사
- 2022.07.22 KBS 1TV <다큐On> 149회 <나의 친구 알렉스> (내레이션)
- 2021.11.26 KBS 1TV <다큐On> 107회 <도시농부, 녹색 커튼을 올리다> (내레이션)
- 2021.10.23 KBS 1TV <다큐On> 103회 <세계유산, 백제 2부 - 화려하나 사치스럽지 않다> (내레이션)
- 2021.10.22 KBS 1TV <다큐On> 102회 <세계유산, 백제 1부 - 검소하나 누추하지 않다> (내레이션)
- <다큐멘터리3일> KBS 2TV
  - 2019.03.24 KBS 2TV <다큐멘터리3일> '독도를 지킨다! 해양경찰 삼봉호 72시간' (내레이션)
  - 2019.03.24 KBS 2TV <다큐멘터리3일> '새집줄게 헌진다오. 유성시장 72시간' (내레이션)

- 2018.04.17 ~ (방송중) JTBC GOLF <SG골프 더 매치 시즌4> (내레이션)
- 2018.04.29 KBS 1TV <특집 남북정상회담 '한반도 평화의 길은?'> (내레이션)
- 2017.11.24 CNTV <특집 다큐 '청일전쟁'> (내레이션)
- 2017.08.27 KBS 1TV <특집 한중수교 25주년 미래를 말하다> (내레이션)
- 2017.07.16 KBS 1TV <특집 희망2017 일자리가 미래다> 1부 (내레이션)
- 2017.07.23 KBS 1TV <특집 희망2017 일자리가 미래다> 2부 (내레이션)
- 2017.01.01 ~ 2018.07.08 Fishing TV <다큐멘터리 이창수의 붕어이야기> (내레이션)
- 2017.01.01 KBS 1TV 신년특별생방송 <새로운 대한민국, 국민에게 길을 묻다> (내레이션)
- 2016.11.06 KBS 1TV 특별방송 <이제는 4차 산업 혁명이다> (내레이션)
- 2016.08.20 KBS 1TV <교육희망프로젝트 배움은 놀이다> 1부 (내레이션)
- 2016.08.27 KBS 1TV <교육희망프로젝트 배움은 놀이다> 2부 (내레이션)
- <제보자들> KBS 2TV
  - 2018.03.26 KBS 2TV <제보자들> '공포의 비비탄, 누가 왜 쏘나' (내레이션)
  - 2018.03.19 KBS 2TV <제보자들> '여스님과 개 100마리의 기막힌 동거, 그 후'  (내레이션)
  - 2018.03.12 KBS 2TV <제보자들> '어느 간호사의 죽음 - '태움'을 추적한다' (내레이션)
  - 2018.03.05 KBS 2TV <제보자들> '스님이 왜 구봉도 마을의 '공공의 적'이 되었나?' (내레이션)
  - 2018.02.26 KBS 2TV <제보자들> '서울 창동역은 왜 전쟁터가 되었나?' (내레이션)
  - 2018.02.05 KBS 2TV <제보자들> '질식사 여대생, 그녀의 가정에 무슨 일이 있었나?' (내레이션)
  - 2018.01.29 KBS 2TV <제보자들> '6년간 아파트 관리소장이 5번 바뀐 이유는?' (내레이션)
  - 2018.01.22 KBS 2TV <제보자들> '한국 돈에 빠진 31세 미국 남자' (내레이션)
  - 2018.01.15 KBS 2TV <제보자들> '매일 공원에서 주문 외우는 남자의 정체는?' (내레이션)
  - 2018.01.08 KBS 2TV <제보자들> '정의의 고발왕? 그는 왜 마을에 다시 나타났나' (내레이션)
  - 2018.01.01 KBS 2TV <제보자들> '여스님과 개 100마리의 기막힌 동거' (내레이션)
  - 2017.12.25 KBS 2TV <제보자들> '연말특집, 제보자들 방송 그 후' (내레이션)
  - 2017.12.18 KBS 2TV <제보자들> '물 쓰는 데 200만원? 산골마을 ‘물 전쟁’' (내레이션)
  - 2017.12.11 KBS 2TV <제보자들> '노부부는 왜 계곡을 건너 집에 가나?' (내레이션)
  - 2017.12.04 KBS 2TV <제보자들> '81세 할아버지가 공동묘지에 사는 까닭은?' (내레이션)
  - 2017.11.27 KBS 2TV <제보자들> '베트남으로 사라진 6살 딸을 찾습니다' (내레이션)
  - 2017.11.20 KBS 2TV <제보자들> '누가 우리 남편 좀 말려주세요!' (내레이션)
  - 2017.11.13 KBS 2TV <제보자들> '북한산 86세 산장지기의 마지막 소원, 그 후' (내레이션)
  - 2017.11.06 KBS 2TV <제보자들> '거리를 떠도는 '꿀벌이'의 사연은??' (내레이션)
  - 2017.10.23 KBS 2TV <제보자들> '매일 물건을 두고 가는 남자의 정체는?' (내레이션)
  - 2017.10.16 KBS 2TV <제보자들> '부산 명물 '해녀 촌' 사라지나' (내레이션)
  - 2017.10.02 KBS 2TV <제보자들> '수상한 쓰레기 할머니 그 후' (내레이션)
  - 2017.09.25 KBS 2TV <제보자들> '귀농 부부가 먹방 DJ가 된 까닭는?' (내레이션)
  - 2017.09.18 KBS 2TV <제보자들> '한 은행원의 사망 조위금이 지급 안 된 까닭은?' (내레이션)
  - 2017.09.11 KBS 2TV <제보자들> '가출한 아내가 한 마을에 사는 이유는?' (내레이션)
  - 2017.09.03 KBS 2TV <제보자들> '흔적 없이 사라진 엄마를 찾습니다' (내레이션)
  - 2017.08.28 KBS 2TV <제보자들> '살인미수 vs 억울한 '옥살이' 원은은 개?' (내레이션)
  - 2017.08.21 KBS 2TV <제보자들> '제주 우도 '갑질 담장'의 진실은?' (내레이션)
  - 2017.08.14 KBS 2TV <제보자들> '신고하면 돈을 줍니다 60대 여인의 이상한 S.O.S' (내레이션)
  - 2017.08.07 KBS 2TV <제보자들> '92세 할머니는 왜 비닐하우스에 사나?' (내레이션)
  - 2017.07.31 KBS 2TV <제보자들> '감나무 집 할아버지와 손자의 진실 공방' (내레이션)
  - 2017.07.17 KBS 2TV <제보자들> '흥부자 아빠의 눈물' (내레이션)
  - 2017.07.10 KBS 2TV <제보자들> '북한산 86세 산장지기의 마지막 소원' (내레이션)
  - 2017.07.03 KBS 2TV <제보자들> '40년 뱃사공 할머니의 눈물' (내레이션)
  - 2017.06.26 KBS 2TV <제보자들> '어느 날 사라진 두 아이의 엄마' (내레이션)
  - 2017.06.19 KBS 2TV <제보자들> '미녀 프로골퍼의 두 얼굴'  (내레이션)
  - 2017.06.12 KBS 2TV <제보자들> '우리 마을 길을 돌려주세요' (내레이션)
  - 2017.06.05 KBS 2TV <제보자들> '아파트에서 들리는 괴음의 정체는?' (내레이션)
  - 2017.05.22 KBS 2TV <제보자들> '법정으로 간 쌍둥이 자매' (내레이션)
  - 2017.05.08 KBS 2TV <제보자들> '사라진 자매! 아내를 찾아 주세요' (내레이션)
  - 2017.05.01 KBS 2TV <제보자들> '아들과 살고 싶어요. 철수 씨의 눈물' (내레이션)
  - 2017.04.24 KBS 2TV <제보자들> '11억 챙겨 사라진 베트남 아내' (내레이션)
  - 2017.04.17 KBS 2TV <제보자들> '우리 아파트를 돌려주세요' (내레이션)
  - 2017.04.03 KBS 2TV <제보자들> '사라진 1억 통장, 진실은?' (내레이션)
  - 2017.03.20 KBS 2TV <제보자들> '2년 만에 드러난 진실!  2살 아들 살해 유기 사건' (내레이션)
  - 2017.03.13 KBS 2TV <제보자들> '좌충우돌! 수상한 10남매' (내레이션)
  - 2017.02.27 KBS 2TV <제보자들> '30년 출생의 비밀, 나의 부모는 누구인가?' (내레이션)
  - 2017.02.20 KBS 2TV <제보자들> '산나물 할머니의 수상한 동거!?' (내레이션)
  - 2017.02.06 KBS 2TV <제보자들> '할머니는 왜 세숫대야를 두들기나' (내레이션)
  - 2017.01.23 KBS 2TV <제보자들> '피에로가 된 도리씨, 그가 거리를 떠도는 사연은?' (내레이션)
  - 2017.01.16 KBS 2TV <제보자들> '쓰레기장에 사는 아버지, 내 아들은 어디에' (내레이션)
  - 2017.01.09 KBS 2TV <제보자들> '섬마을 이장님은 왜 따돌림 당하나' (내레이션)
  - 2017.01.02 KBS 2TV <제보자들> '수상한 이웃 - 할머니는 왜 쓰레기에 파묻혀 사나?' (내레이션)
  - 2016.12.19 KBS 2TV <제보자들> '초인종 의인과 306호의 비밀' (내레이션)
  - 2016.12.12 KBS 2TV <제보자들> '할머니가 길에서 5년째 사는 까닭은?'(내레이션)
  - 2016.12.05 KBS 2TV <제보자들> '섬마을 할머니 실종 미스터리' (내레이션)
  - 2016.11.28 KBS 2TV <제보자들> '우리 어머니를 돌려주세요' (내레이션)
  - 2016.11.21 KBS 2TV <제보자들> '일흔 살 할머니가 화장실에 사는 이유는?' (내레이션)
  - 2016.11.14 KBS 2TV <제보자들> '제주마 집단실종 사건' (내레이션)
  - 2016.10.31 KBS 2TV <제보자들> '엄마는 필요 없어요 - 보육원 삼형제와 보험금 6억' (내레이션)
  - 2016.10.24 KBS 2TV <제보자들> '멈춰버린 시간' (내레이션)
  - 2016.10.10 KBS 2TV <제보자들> '40억 로또 당첨자는 왜 ‘패륜아’ 오명을 썼나?' (내레이션)

- 2016.01 ~ 2016.08 KBS 1TV <생방송 심야토론> (내레이션)
- 2016.01 ~ (방송중) KBS 2TV <KBS 재난방송센터> (내레이션)
- 2016.01.01 KBS 1TV 신년 특집 <청년 대한민국> (내레이션)
- 2016.02.09 KBS 1TV <생방송 집중토론> (내레이션)
- 2016.02 22 KBS 1TV <TV 책을보다> (내레이션)
- 2016.02.29 KBS 1TV <TV 책을보다> (내레이션)
- 2016.03.06 KBS 1TV 공사창립기념 특집 <불멸의 청년 윤동주> (시 낭독)
- 2016.04.15 ~ 2016.04.22 KBS 2TV <태양의 후예 스페셜 예고> (스팟)
- 2016.04.29 KBS 1TV <똑똑한 소비자리포트> (스팟)
- 2016.05.10 KBS 2TV 시사기획 창 <2016 정치개혁> 2부 국회의원의 약속 (스팟)
- 2016.06.29 KBS 2TV <리우 올림픽 예고> (스팟)

### 방송 출연
- 2015.11.09 KBS TV 책을 보다 <[92회]체르노빌의 목소리 (스베틀라나 알렉시예비치 著)> (출연)
- 2016.06.05 KBS 다큐멘터리 3일 <[455회]소리로 통하다 - KBS 라디오 72시간> (출연)

### 드라마 CD
- 보이스북 Bloom <슈가브레인> Day Version (특별출연)
- 보이스북 Bloom <슈가브레인> Night Version (특별출연)
- 보이스북 Bloom <아카이브> 캐스트 스팟Ⅱ (신입변호사)
- 보이스북 Bloom <아카이브> (차승윤)
- ACO(Audio Comics) <소실점> (한중수)

### 라디오

#### KBS
라디오 여행기 (KBS 3라디오)
- 2017.03.14 ~ 2017.06.21 조현진 作 <로큰롤의 유산을 찾아서> (내레이션)

소설극장 (KBS 3라디오)
- 2015.01.17 ~ 2015.05.07 미겔 데 세르반테스 作 <돈 끼호테>
- 2015.05.08 ~ 2015.06.28 박민규 作 <죽은 왕녀를 위한 파반느>
- 2015.06.29 ~ 2015.08.15 프레드릭 배크만 作 <오베라는 남자>
- 2015.10.03 ~ 2015.11.26 이광수 作 <무정>
- 2016.02.25 ~ 2016.03.31 장강명 作 <표백> (나(적그리스도))
- 2016.04.01 ~ 2016.05.19 김언수 作 <설계자들> (추)
- 2016.05.20 ~ 2016.06.27 강태식 作 <굿바이 동물원> (만딩고)
- 2016.08.08 ~ 2016.10.29 도진기 作 <유다의 별> (김성노)
- 2016.10.30 ~ 2016.12.09 이재익 作 <서울대 야구부의 영광> (장태성)
- 2018.02.18 ~ 2018.04.01 이재량 作 <노란 잠수함> (해설)

KBS 무대 (KBS 라디오)
- 2015.02.28 <봄, 재규어, 키스> (교도관)
- 2015.04.18 <어느 쨍한 날> (명환)
- 2015.05.16 <개과천선(改過遷善)> (차사장)
- 2015.05.23 <껌 뱉지 맙시다> (학과장)
- 2015.06.06 <박색춘향> (양반2)
- 2015.08.01 <푸르고 시린> (방가)
- 2015.08.22 <세상은 요지경> (회사 사장)
- 2015.09.12 <별일 없이 산다> (상대)
- 2015.09.26 <밑천인생> (진상환자)
- 2015.10.10 <자살여행> (선배)
- 2015.11.07 <파가니니를 위하여> (매니저)
- 2015.11.21 <아버지의 탄생> (인부)
- 2015.12.12 <카페라떼의 여자> (선군)
- 2016.01.02 <둥근 달이 떴습니다> (재호)
- 2016.01.16 <황혼연가> (노인2)
- 2016.02.13 <이리온, 리우> (경찰)
- 2016.02.20 <어느 곳에나 있는 여자> (직원5)
- 2016.02.27 <컨츄리 라디오> (김사장)
- 2016.03.05 <재원이는 1학년> (경비1)
- 2016.03.12 <곡예사의 첫사랑> (의사)
- 2016.03.19 <806호> (남자)
- 2016.03.26 <위층 남자> (선배)
- 2016.05.07 <위대한 이혼식> (친구2)
- 2016.05.21 <바담 풍, 바람 퐁> (이교수)
- 2016.05.28 <폭식을 멈추는 0번째 방법> (대표)
- 2016.06.04 <나는 꿈꾸었다> (전무)
- 2016.08.13 <알파준> (교장)
- 2016.08.27 <인공지능 KRIX> (동현)
- 2016.09.03 <Over The Hill Party> (송피디)
- 2016.09.17 <나비> (뱃사람)
- 2016.10.01 <Yesterday> (젊은만식)
- 2016.10.08 <부산에 가면 콩고 고릴라를 만날 수 있나요?> (삼촌)
- 2016.10.15<이 구역의 미친사랑> (종찬)
- 2016.10.22<아버지를 찾아서> (선배)
- 2016.11.05<용필 오빠 콘서트 가는 길> (명재)
- 2016.11.12<하숙생>(오피디)
- 2016.11.19<비를 동반한 눈>(장씨)
- 2016.11.26<별이 빛나는 밤에>(동욱)

라디오 극장 (KBS 라디오)
- 2015.02.01 ~ 2015.02.28 조정래 作 <인간연습>
- 2015.03.01 ~ 2015.03.31 박지리 作 <양춘단 대학 탐방기>
- 2015.04.01 ~ 2015.04.30 정유정 作 <7년의 밤>
- 2015.05.01 ~ 2015.05.31 박민규 作 <삼미 슈퍼스타즈의 마지막 팬클럽>
- 2015.06.01 ~ 2015.06.30 이창훈 作 <퇴계 이황이 된 고교 일진 라이언>
- 2015.09.01 ~ 2015.09.30 박하익 作 <선암여고 탐정단>
- 2015.10.01 ~ 2015.10.31 박수정 作 <프로젝트 S>
- 2015.11.01 ~ 2015.11.30 정동재 作 <전우치 나는 술사(術士) 전우치로다>
- 2015.12.01 ~ 2015.12.31 서진 作 <하트 브레이크 호텔> (302호)
- 2016.01.01 ~ 2016.01.31 김휘 作 <해마도시> (구종휼/ 유씨/ 남자)
- 2016.02.01 ~ 2016.02.29 도진기 作 <가족의 탄생> (원경호)
- 2016.04.01 ~ 2016.04.30 정아은 作 <모던 하트> (윗집 남자)
- 2016.05.01 ~ 2016.05.31 정유정 作 <내 심장을 쏴라> (원무부장/ 작업반/ 대장/ 렉터)
- 2016.06.01 ~ 2016.06.30 홍부용 作 <아빠를 빌려드립니다> (승일)
- 2016.07.01 ~ 2016.07.31 장용민 作 <궁극의 아이> (요르겐 짐머만)
- 2016.08.01 ~ 2016.08.31 김종일 作 <몸> (홍태민)
- 2016.09.01 ~ 2016.09.30 이혜린 作 <열정 같은 소리하고 있네> (장희문)
- 2016.10.01 ~ 2016.10.31 김호연 作 <망원동 브라더스> (삼척동자)
- 2016.11.01 ~ 2016.11.30 이유선 作 <오버 더 힐 파티(0ver The Hill Party)> (송규창)
- 2016.12.01 ~ 2016.12.31 김범 作 <공부해서 너 가져> (애인)
- 2017.02.01 ~ 2017.02.28 정규웅 作 <붉은꽃 나혜석> (정현우)

라디오 문학관 (KBS 라디오)
- 2015.03.08 김희선 作 <라면의 황제> (학자)
- 2015.03.22 해이수 作 <리키의 화원> (후배)
- 2015.03.29 천정완 作 <동탯국> (조지스텐)
- 2015.04.19 최은미 作 <근린> (오토바이맨)
- 2015.05.10 최지애 作 <달콤한 픽션> (팀장)
- 2015.05.24 송지현 作 <흔한, 가정식 백반> (남친)
- 2015.05.31 윤고은 作 <불타는 작품> (기자)
- 2015.07.05 김언수 作 <항구의 문법> (사내)
- 2015.07.12 윤이형 作 <러브 레플리카> (외국인)
- 2015.08.02 이윤돌 作 <장마가 지는 계절> (형사 반장)
- 2015.08.23 양수련 作 <호텔마마> (경비)
- 2015.09.13 정소현 作 <어제의 일들> (상혁)
- 2015.09.27 <장화홍련전> (호랑이)
- 2015.10.25 최정화 作 <지극히 내성적인 살인의 경우> (사회)
- 2015.11.15 해이수 作 <뒷모습에 아프다> (성우(男))
- 2015.12.13 장강명 作 <알바생 자르기> (이사)
- 2015.12.20 장성욱 作 <데피니션과 저스티스> (해설)
- 2016.01.10 권여선 作 <이모> (태우)
- 2016.01.17 이청해 作 <어디까지 왔나> (전파사 주인)
- 2016.01.24 김경주 作 <태엽> (손님1)
- 2016.02.07 이수경 作 <자연사 박물관> (남 주인공)
- 2016.02.21 김현경 作 <핀 캐리> (직원1)
- 2016.03.06 장마리 作 <가족의 증명> (포장마차 주인)
- 2016.04.10 성은영 作 <귀향의 끝> (장인)
- 2016.04.24 천명관 作 <퇴근> (조정관1)
- 2016.05.29 조용준 作 <선릉 산책> (우진)
- 2016.06.12 이갑수 作 <T.O.P> (남자1/ 무술감독)
- 2016.07.10 권여선 作 <층> (남자)
- 2016.08.21 박하익 作 <마지막 장난> (김상후)
- 2016.09.11 김호경 作 <남자의 아버지> (젊은 태형)
- 2016.09.18 장강명 作 <대외 활동의 신> (대학생2)
- 2016.10.09 김영하 作 <너를 사랑하고도> (의원)
- 2016.10.30 정미경 作 <못> (상무)
- 2016.11.20 고은규 作 <오빠 알레르기> (은수)
- 2016.12.18 김숨 作 <선량한 어머니의 아들들은 어떻게 자라나> (해설)
- 2017.03.12 이지명 作 <금덩이 이야기 > (해설)
- 2017.09.17 김덕희 作 <눈 부신 날 > (두빈)
- 2017.10.15 정이현 作 <서랍 속의 집 > (유원)
- 2018.03.06 이현석 作 <참 > (해설)
- 2018.07.15 권여선 作 <모르는 영역 > (해설)

다큐멘터리 역사를 찾아서 (KBS 라디오)
- 2015.02.22 ~ (방송중)

와이파이 초한지 (KBS 라디오)
- 2016.05.11 ~ 2016.12.31 (너구리)

기타 (KBS 라디오)
- 2015.10.05 ~ 2015.10.09 KBS 라디오 특별기획 <부엉이 아저씨, 음악가 이야기 좀 들려주세요!>